# Vyčerpání IPv4 adres
Vyčerpání IPv4 adres (anglicky IPv4 address exhaustion) je v počítačových sítích situace, kdy od roku 2011 dochází postupně k přidělení všech dostupných rozsahů IPv4 adres (na různých celosvětových úrovních) a není možné vyhovět dalším žádostem. Stávající uživatelé (nebo poskytovatelé internetového připojení) si proto musí vystačit s aktuálními přidělenými adresami, což je nevýhoda hlavně pro nově vznikající firmy. Pro vyřešení této situace byl v roce 1998 vyvinut protokol IPv6, který poskytuje větší adresní prostor (tj. mnohem více dostupných IP adres).
Globálně spravuje dostupné IP adresy organizace IANA (Internet Assigned Numbers Authority) a pět regionálních registrátorů (RIR). Každý RIR získal od IANA asi 16,8 miliónu IP adres, čím došlo dne 31. ledna 2011 k vyčerpání celosvětového rozsahu. Čtyři z pěti regionálních registrátorů již také vyčerpali své přidělené rozsahy: dne 15. dubna 2011 region Asie-Pacifik,
dne 14. září 2012 přidělila poslední své adresy Evropa, dne 10. června 2014 Latinská Amerika a Karibik
a 24. září 2015 Severní Amerika.